# Vương quốc Commagene
Vương quốc Commagene (tiếng Armenia: Կոմմագենէի Թագավորութիւն, tiếng Hy Lạp: Βασίλειον τῆς Kομμαγηνῆς) là một vương quốc Armenia thời cổ đại trong thời kỳ Hy Lạp hóa.
Vùng Commagene còn ít được biết đến trước khi bắt đầu thế kỷ 2 TCN. Tuy nhiên, có vẻ như từ một số bằng chứng ít ỏi còn lại thì Commagene trở thành một phần của một nhà nước lớn hơn còn bao gồm Vương quốc Sophene. Các vị vua sau này của Commagene đã tuyên bố có gốc gác từ vương triều Orontes và do đó sẽ có liên quan đến gia tộc thành lập Vương quốc Armenia. Tuy nhiên, tính chính xác của những tuyên bố vẫn chưa chắc chắn.
Việc kiểm soát này kéo dài cho đến năm 163 TCN, khi vị phó vương địa phương là Ptolemaeus của Commagene đã khẳng định mình là người cai trị độc lập sau cái chết của vua Seleukos, Antiochus IV Epiphanes. Vương quốc Commagene đã duy trì nền độc lập cho đến tận năm 17 thì bị Hoàng đế Tiberius biến thành một tỉnh La Mã. Nó xuất hiện trở lại như một vương quốc độc lập khi Antiochus IV của Commagene đã được phục hồi ngôi vị theo lệnh của Caligula, rồi cũng bị chính hoàng đế này đoạt mất, sau đó được người kế nhiệm là Claudius khôi phục lại một vài năm. Quốc gia tái xuất hiện này còn tồn tại mãi cho đến năm 72 khi Hoàng đế Vespasianus dứt khoát biến nó thành một phần của Đế quốc La Mã.

## Lịch sử
Commagene là một vương quốc nhỏ, nằm ở phía nam miền trung Thổ Nhĩ Kỳ ngày nay, với thủ đô là Samosata (nay là Samsat, gần sông Euphrates). Vương quốc được đề cập lần đầu tiên trong các thư tịch cổ của Assyria với tên gọi Kummuhu, vốn là một đồng minh thông thường của Assyria, nhưng cuối cùng bị sáp nhập thành một tỉnh vào năm 708 TCN dưới thời Sargon II. Sau đó Đế quốc Achaemenes đã chinh phục Commagene vào thế kỷ thứ 6 TCN và Alexandros Đại đế đã xâm chiếm lãnh thổ này vào thế kỷ 4 TCN. Sau sự tan rã của đế chế Alexandria, Commagene là một nước và tỉnh của vương triều Seleukos gốc Hy Lạp-Syria.
Vương quốc Commagene thời kỳ Hy Lạp hóa tiếp giáp với Cilicia về phía tây và Cappadocia về phía bắc, xuất hiện vào năm 162 TCN. Đây cũng là năm mà vị thống đốc Ptolemaios, một phó vương của đế chế Seleukos đang trên đà tan rã, tuyên bố độc lập. Triều đại của Ptolemaios có liên quan đến các đời vua Parthia, nhưng hậu duệ của ông là Mithridates I Callinicus (109 TCN–70 TCN) đã tiếp nhận nền văn hóa Hy Lạp và kết hôn với công chúa Hy Lạp gốc Syria Laodice VII Thea. Triều đại của ông như vậy có thể xác nhận mối quan hệ với cả Alexandros Đại đế và các triều vua Ba Tư. Cuộc hôn nhân này cũng có thể là một phần của một liên minh hòa bình giữa Commagene và Đế quốc Seleukos. Từ điểm này, vương quốc của Commagene càng trở nên Hy Lạp hóa hơn cả Ba Tư.
Mithridates và con trai của Laodice là vua Antiochus I Theos của Commagene (trị vì 70 TCN–38 TCN). Antiochus lại là một đồng minh với viên tướng La Mã Pompey trong các chiến dịch chống lại Mithridates VI của Pontos vào năm 64 TCN. Nhờ tài ngoại giao khéo léo, Antiochus đã có thể duy trì sự độc lập của Commagene từ người La Mã. Năm 17 khi Antiochus III của Commagene qua đời, Hoàng đế Tiberius đã sáp nhập Commagene thành một tỉnh của Syria, nhưng đến năm 38 Caligula lại phục vị cho người con của Antiochus III là Antiochos IV và còn giao cho ông cai trị nguyên một vùng hoang vu của Cilicia. Antiochus IV là vị vua Commagene phụ thuộc dưới thời đế chế La Mã. Ông trị vì cho đến năm 72, khi Hoàng đế Vespasianus mang quân lật đổ vương triều và tái sáp nhập vào lãnh thổ Syria, hành động dựa trên những cáo buộc "rằng Antiochos sắp nổi loạn từ người La Mã... theo báo cáo của Thống đốc Caesennius Paetus". Hậu duệ của Antiochus IV đều có cuộc sống giàu sang và thành đạt ở Anatolia, Hy Lạp, Ý và Trung Đông.  Như một minh chứng cho hậu duệ của Antiochus IV là người cháu nội của ông Philopappos mất vào năm 116. Các công dân của Athena đã dựng lên một đài tưởng niệm tang lễ vào năm 116 để vinh danh Philopappos, một ân nhân của Athena. Một hậu duệ khác của Antiochus IV là nhà sử học Gaius Asinius Quadratus sống vào thế kỷ 3.

## Danh sách vua Commagene

### Phó vương Commagene, 290–163 TCN
- Sames 290–260 TCN
- Arsames I 260–228 TCN
- Xerxes của Armenia 228–201 TCN
- Ptolemaeus của Commagene 201–163 TCN

### Vua Commagene, 163 TCN – 72 SCN
- Ptolemaeus của Commagene 163–130 TCN
- Sames II Theosebes Dikaios 130–109 TCN
- Mithridates I Callinicus 109–70 TCN
- Antiochus I Theos của Commagene 70–38 TCN
- Mithridates II của Commagene 38–20 TCN
- Mithridates III của Commagene 20–12 TCN
- Antiochus III của Commagene 12 TCN – 17 SCN
- Dưới sự thống trị của Đế quốc La Mã 17–38
- Antiochus IV của Commagene 38–72 và vợ là Julia Iotapa

### Hậu duệ của Commagene
- Gaius Julius Antiochus Epiphanes Philopappos
- Julia Balbilla
- Gaius Julius Agrippa
- Gaius Julius Alexander Berenicianus
- Julia (sister to Berenicianus), kết hôn với chấp chính quan Gaius Julius Quadratus Bassus
- Jotapianus